# 아카데메이아

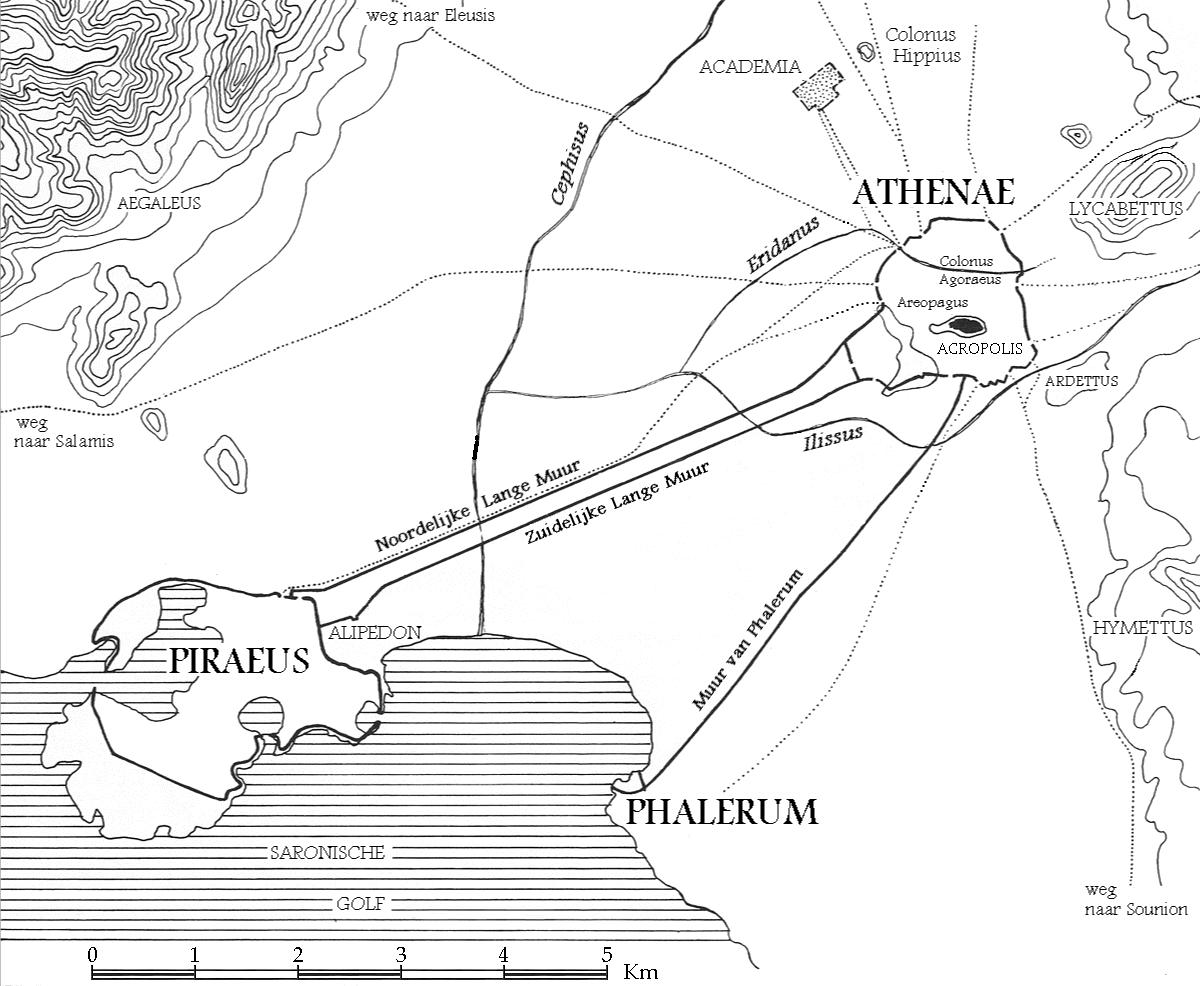
아테네의 지도. 북서쪽에 아카데메이아가 보인다.

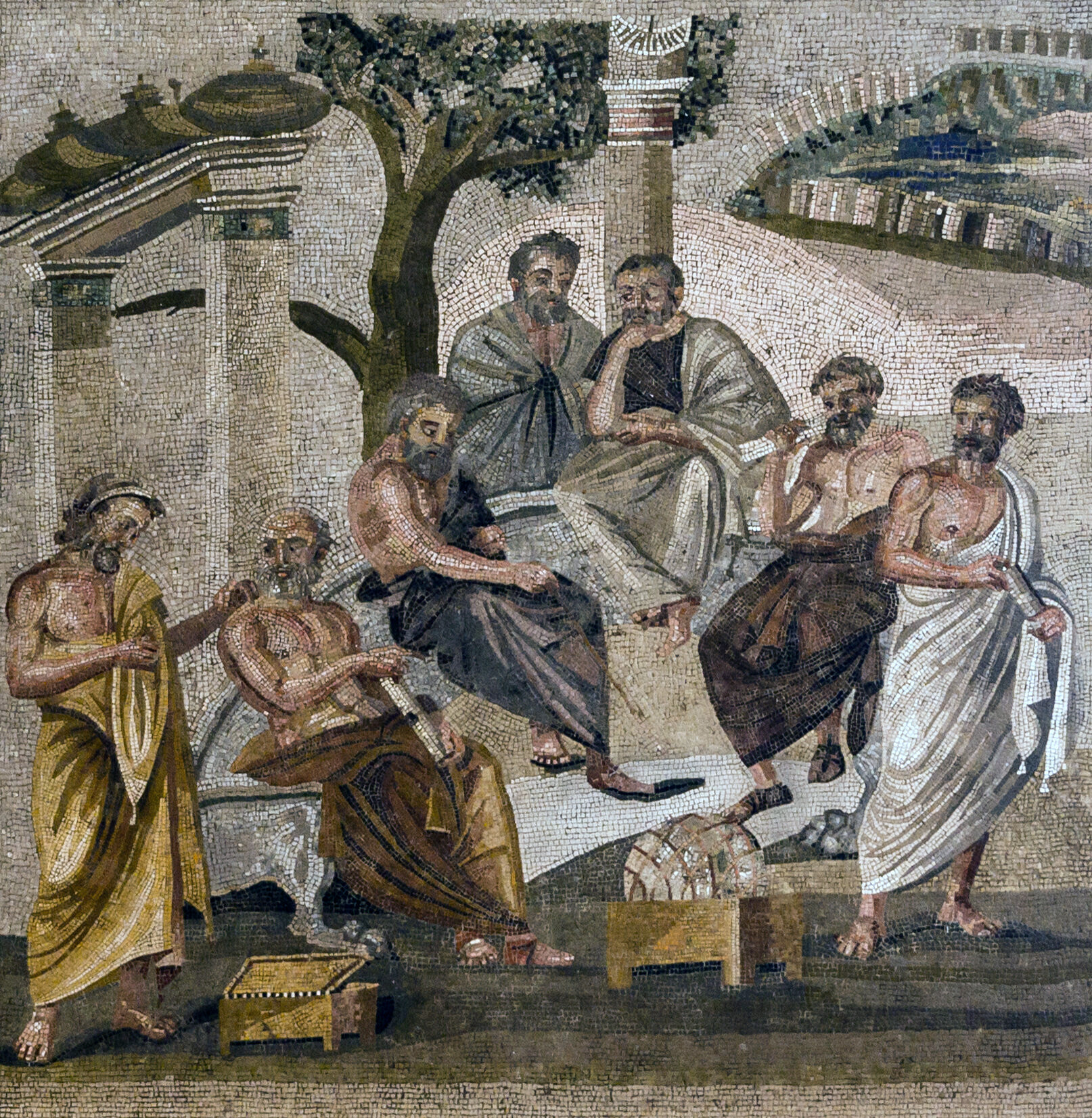
플라톤 시대의 아카데메이아를 그린 모자이크화.

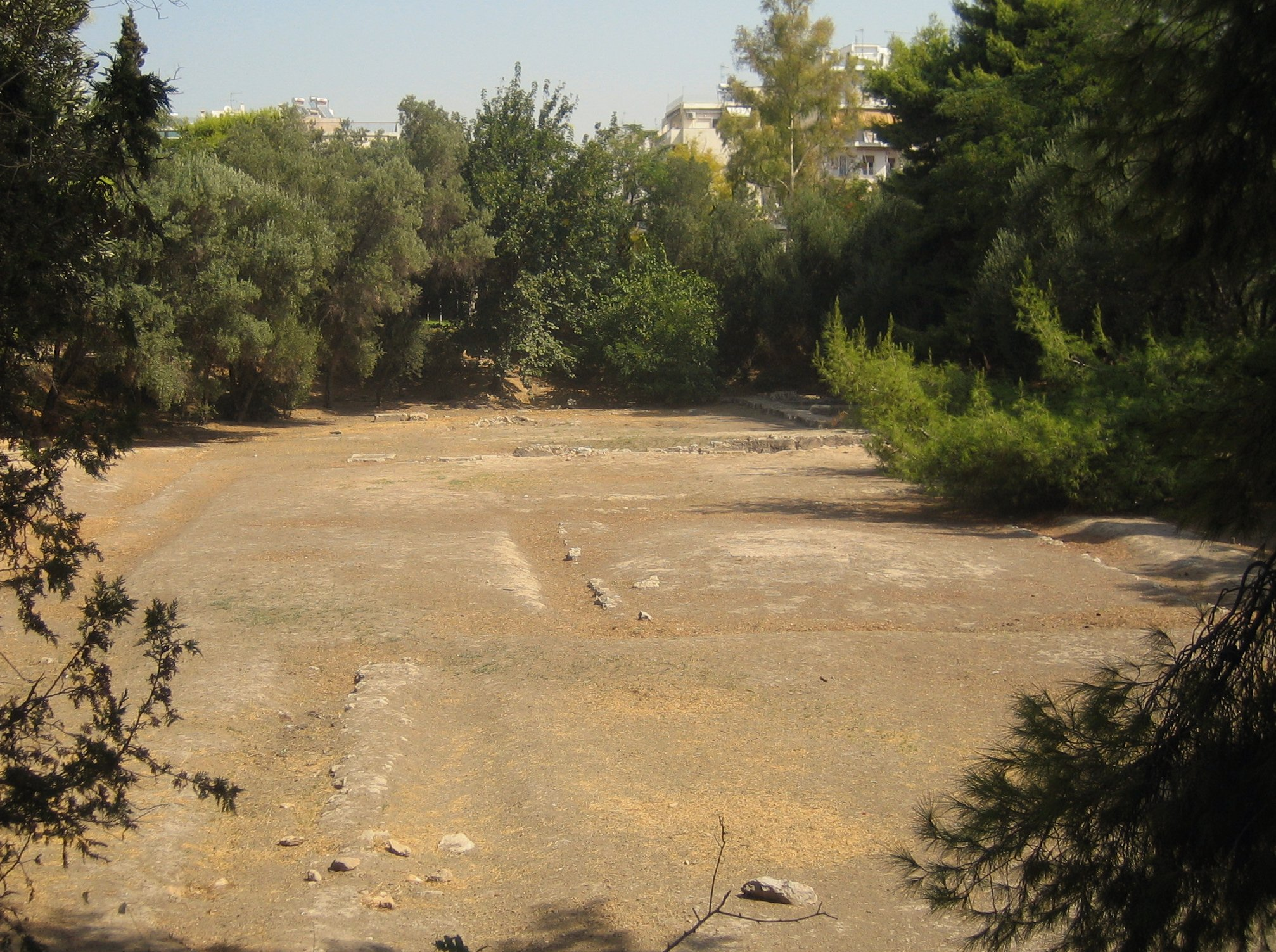
아카데메이아 유적지. 그리스의 아테네(2008년 촬영).

아카데메이아 또는 아카데미아(Ἀκαδημ(ε)ια, Akadēm(e)íā)는 고대 그리스의 아테네 서북쪽 교외에 위치한 고대의 영웅 아카데메스의 성스러운 숲에서 기원한 신역(神域)으로, 리케이온, 키노사르게스 등과 함께 대표적인 김나시온 소재지이기도 했다.
청년 교육에 열심이었던 소크라테스가 자주 이곳 아카데메이아나 리케이온의 김나시온의 청년들을 둘러보았다고, 플라톤의 대화편 『뤼시스』 등에 그려져 있다.

## 플라톤의 학원
기원전 387년, 철학자 플라톤은 이곳에 학원을 지으면서 지명인 「아카데메이아」를 그대로 학원의 이름으로 가져다 썼다(아리스토텔레스의 「리케이온」도 같다).

### 학과
산술, 기하학, 천문학 등을 가르치고, 일정한 예비훈련을 거쳐 이상적인 통치자가 받아야 할 철학을 가르쳤다. 특히 기하학은 감각이 아니라 사유에 의해 앎을 가르치는데 필수적이라는 판단으로, 학원 입구에는 「기하학을 모르는 자는 이 문으로 들어오지 마라」는 간판이 걸려 있었다고 한다.
이들의 학과와 문답법(변증법, 디아렉티케)이 오로지 배움의 필요성과 이들이 「철인왕(哲人王)」, 「밤의 회의」라는 국제법을 보전하고 그 목적(선함 · 덕)을 달성할 수 있도록, 국가를 주도하는 사람들에게 필요한 교육이었던 이유는 『국가』나 『법률』 등에서 자세히 설명되어 있다.

### 계승
기원전 348년에 플라톤 사후, 아카데메이아의 교장은 조카 스페우시포스가 이어받았으며(기원전 348년~기원전 339년), 크세노크라테스(기원전 339년~기원전 314년), 프레몬(기원전 314년~기원전 270년), 크라테스(기원전 270년~기원전 265년), 알케시라오스(기원전 265년~기원전 241년), 칼네아데스, 시리아누스, 프로크로스, 마리노스, 다마스키오스가 맡았다.
시기에 따라 학설에 차이를 보였는데, 고(古)아카데메이아 학파와 중기 아카데메이아 학파, 신(新) 아카데메이아 학파 등 몇 기로 나눌 수 있다. 스페우시포스의 시기에는 수학 교육에 편중되는 경향을 보였고, 말기 아카데메이아 학파는 회의론을 주류로 하는 스토아 학파와 대립, 당시의 아카데메이아 학파는 회의론자와 같은 의미로 사용되었다.

#### 고아카데메이아
플라톤이 세운 아카데미아는 전후 약 1,000년간 존속하는데, 특히 플라톤으로부터 크란토르까지를 고아카데미아라고 부른다. 플라톤이 기원전 347년에 죽고 조카인 스페우시포스가 2대째 학두(學頭)가 되었다. 그는 시칠리아의 디온과도 관계를 맺었으며 마케도니아의 필리포스 2세와도 친했다. 플라톤의 이데아는 인정하지 않았으나 만년의 사상에는 영향을 받았다. 1과 다(多)로써 이루어지는 수학적인 것만을 존재하는 것이라 하여 이것과 이성이나 영(靈)이나 감각적인 여러 물체를 구별하였다. 이러한 것에서, 말하자면 삽화적(揷話的)으로 이어져 맞춘 그의 자연관을 아리스토텔레스는 맹렬하게 비평하였다. 그리하여 수학화한 아카데미아에 만족하지 않은 채 그 곳을 떠났다.
노쇠한 스페우시포스는 8년 후에 학두 자리를 칼케돈 출신인 크세노크라테스에게 물려주고 스스로 목숨을 끊었다. 이 사람도 피타고라스파, 특히 필로라오스에게 관심을 보여 수학을 철학의 예비로 삼았다. 철학을 자연학·윤리학·논리학으로 3분하였고 수학적인 것을 이데아와 동일시하였다. 불멸의 영혼은 스스로 움직이는 수(數)여서 우주를 위에서 아래까지 꿰뚫는다고 하였다. 약 20년간 학두 자리에 있었던 그의 고결하고 자주적인 성격을 필리포스 2세도 크게 존경하였다. 아카데미아에는 벌써 크니도스의 에우독소스도 참가하여 플라톤을 위시하여 학료(學僚)들에게 영향을 끼치고 있었다. 수학자·천문학자·의사·법제가(法制家)를 겸하고 있던 그는 이데아의 초월성을 비판하고 내재성을 설파하여 쾌락을 최고선(最高善)이라 하였다. 이 시기의 수학과 천문학과 종교적 감정을 결부시킨 경향은 <에피노미스>의 저자라 하는 오프스의 필리포스(플라톤의 제자)에게서 뚜렷이 볼 수 있다.
이에 대하여 다음 기(期) 학원의 경향은 윤리학으로 옮겨갔다. 크세노크라테스에 의하여 철학에 들어서게 된 4대째의 학두 폴레몬(전 314-전 276)은 방종한 생활을 벗어버리고 감정에 움직이지 않는 인물이 되어 자연을 따라 사는 것을 윤리 원칙으로 하였다. 폴레몬에 이어 학두가 된 크라테스에 관한 일은 잘 알려지지 않았으나 이 두 사람의 우정은 같은 묘에 합장하는 정도였다. 그들의 동료인 크란톨(전 340-전 290)은 플라톤의 <티마이오스> 주석(註釋)을 처음으로 써서 세계의 영원성을 강조하였다. 그의 <슬픔에 대하여>는 후세에 많은 <위안(慰安)의 서>의 본이 되었다.

#### 신아카데메이아
중기 아카데미아의 카르네아데스 이후 플라톤 학파는 신아카데미아로 재차 독단적 방향을 걷는다. 스토아 철학으로 기울어져 절충주의로의 길을 한층 추구하게 되었다. 대표자는 라리사의 필론과 아스칼론의 안티오코스이다. 라리사의 필론(전 160-전 80)은 로마에서 강의하였다. 키케로는 그것을 들었다고 한다. 필론은 카르네아데스와 스토아파를 조정하여 안전의 명백한 지식을 주장하였다. 아스칼론의 안티오코스(전 68 사망)는 회의사상은 자기모순이라 하여 방기(放棄)하였다. 그리고 진리는 모든 진정한 철학자가 일치하는 곳에 존재한다고 하였다. 가장 행복한 생활을 위해서는 덕(德)만으로는 불충분하나, 어떤 종류의 행복한 생활을 위해서는 충분할 수도 있다고 하였다. 필론은 제4차 아카데미아를 수립하여, 그 이후를 신아카데미아라고 하였다. 제5차 아카데미아의 학두는 안티오코스이다.

### 폐쇄
동로마 제국의 황제 유스티니아누스 1세의 비(非)기독교적인 학교에 대한 폐쇄 정책에 따라 아카데메이아는 529년에 폐쇄되었다.

### 후세의 영향
아카데메이아의 이름은 이후 유럽의 신플라톤주의 융성과 함께 고도의 연구나 교육을 맡은 기관을 부르는 아카데미(academy), 아카데미카(Accademica) 등의 유래가 되었다. 르네상스 시대의 피렌체의 플라톤 아카데미는 메디치 가문과 인문주의자들의 사적 모임으로, 「아카데미」라는 말이 쓰이는 실마리가 된 것은 프랑스 루이 13세 치하에서의 프랑스 왕립 아카데미 등이 저명하다.

## 같이 보기
- 아고라
- 키레네 학파
- 에피쿠로스 학파
- 헬레니즘 철학
- 리케이온
- 소요학파
- 플라톤주의
- 스토아 학파

## 참고 문헌
- 이 문서에는 다음커뮤니케이션(현 카카오)에서 GFDL 또는 CC-SA 라이선스로 배포한 글로벌 세계대백과사전의 내용을 기초로 작성된 글이 포함되어 있습니다.